# Sumatragrodmun
Sumatragrodmun (Batrachostomus poliolophus) är en fågel i familjen grodmunnar.

## Utseende och läte
Sumatragrodmunnen är en medelstor nattlevnade fågel. Den är förhållandevis kortstjärtad, med ordentligt med vita fjäll på undersidan. Bland lätena hörs en spöklik fallande drill samt olika skrin och kortare visslingar. Fågeln överlappar normalt inte i utbredningsområde med andra små grodmunnar, men skiljer sig genom den korta stjärten, de tydliga och utbredda vita fjällen undertill samt annorlunda läten.

## Utbredning och systematik
Fågeln förekommer i bergsskogar på Sumatra. Den behandlas numera som monotypisk, det vill säga att den inte delas in i några underarter. Tidigare betraktades borneogrodmun utgöra en underart till sumatragrodmunnen.

## Levnadssätt
Sumatragrodmunnen är begränsad till bergsskogar på mellan 1200 och 2000 meters höjd. Fågeln är nattlevande. Den mycket svår att få syn på dagtid när den vilar tystlåtet på en sittplats på medelhög nivå i skogen.

## Status och hot
Arten har ett stort utbredningsområde, men tros minska i antal, dock inte tillräckligt kraftigt för att den ska betraktas som hotad. Internationella naturvårdsunionen IUCN listar arten som nära hotad (LC).